# Kotiteollisuusneuvos
Kotiteollisuusneuvos (finnisch) oder hemslöjdsråd (schwedisch, beide wörtlich „Handarbeitsrat“) ist ein Ehrentitel, der vom Präsidenten der Republik Finnland an Persönlichkeiten aus dem Kunsthandwerk verliehen wird. Er gehört zur Gruppe 8 der finnischen Ehrentitel; die auf den Titel zu zahlende Stempelsteuer beträgt entweder 6200 Euro oder 1550 Euro. Der Titel ist ehrenamtlich und bringt keine Verantwortung oder Privilegien mit sich. So wie alle anderen finnischen Ehrentitel ist er nicht erblich.

## Name
Die Finnische Staatskanzlei empfiehlt die Namen der Ehrentitel nicht in andere Sprachen zu übersetzen, sondern einen der beiden originalsprachlichen Namen auch beim Gebrauch des Titels im Ausland zu verwenden, ggf. mit der zusätzlichen Erklärung „finnischer Ehrentitel“.
 

„Handarbeitsrat“ ist die wörtliche Übersetzung der Originalbezeichnung kotiteollisuusneuvos bzw. hemslöjdsråd. Im verfassungsgemäß zweisprachigen Finnland haben in der Regel alle offiziellen Namen, Titel und dergleichen sowohl eine finnische als auch eine schwedische Form. Beide Amtssprachen sind laut Finnischer Verfassung gleichberechtigt. 

## Geschichte
Der Ehrentitel kotiteollisuusneuvos / hemslöjdsråd wurde erstmals 1974 an die Hauswirtschaftslehrerin Laura Korpikaivo-Tamminen verliehen. Bis 2013 erhielten weitere 8 Personen – ausschließlich Frauen – den Titel.